# Бутано-гватемальские отношения
Бутано-гватемальские отношения — двусторонние отношения между Бутаном и Гватемалой. Между двумя странами ещё не установлены дипломатические отношения. 

## Отношения
Гватемала не поддерживает дипломатические отношения со многими странами, подавляющее большинство из них в Африке и Азии, в том числе и с Бутаном. Бутан со своей стороны также является закрытой страной и не имеет дипломатических отношений со многими странами.
Бутанские граждане для въезда в страну должны оформлять гватемальскую визу в дипломатических представительствах, посольствах или консульствах Гватемалы за рубежом. 
23 сентября 2010 года делегация Бутана провела двусторонние встречи с гватемальской делегацией во время общеполитических дискуссиях в ООН. 
Ожидается, что в ближайшие годы Гватемала начнёт диалог с Бутаном.

## Совместные международные организации
Бутан и Гватемала вместе состоят в некоторых международных организациях, где они также могут взаимодействовать.
| Название организации                                 | Дата присоединения Бутана | Дата присоединения Гватемалы |
| ---------------------------------------------------- | ------------------------- | ---------------------------- |
| Организация Объединённых Наций                       | 21 сентября 1971 год      | 21 ноября 1945 год           |
| Всемирный почтовый союз                              | 7 марта 1969 года         | 1 августа 1881 года          |
| Международный банк реконструкции и развития          | 28 сентября 1981 года     | 28 декабря 1945 года         |
| Международная ассоциация развития                    | 28 сентября 1981 года     | 27 апреля 1961 года          |
| ЮНЕСКО                                               | 13 апреля 1982 года       | 2 января 1950 года           |
| Международный союз электросвязи                      | 15 сентября 1988 года     | 10 июля 1914 года            |
| Многостороннее агентство по инвестиционным гарантиям | 21 октября 2014 года      | 11 июля 1996 года            |
| Международная финансовая корпорация                  | 1 декабря 2003 года       | 20 июля 1956 года            |
| Организация по запрещению химического оружия         | 17 сентября 2005 года     | 14 марта 2003 года           |
| Интерпол                                             | 19 сентября 2005 года     | 15 октября 1949 года         |